# Lina Rojas
Rojas  Zapata est un nom espagnol. Le premier nom de famille, en général paternel, est Rojas ; le second, en général maternel, souvent omis, est Zapata.
Lina Mabel Rojas Zapata, née le 30 octobre 2000, est une coureuse cycliste colombienne. Elle pratique le cyclisme sur piste et sur route.

## Palmarès sur piste

### Championnats du monde
- Roubaix 2021
  - 11e de la course à élimination

### Jeux panaméricains
- Lima 2019
  -  Médaillée de bronze de la poursuite par équipes
- Santiago 2023
  -  Médaillée d'or de l'américaine
  -  Médaillée de bronze de la poursuite par équipes

### Jeux sud-américains
- Asuncion 2022
  -  Médaillée d'or de la poursuite par équipes
  -  Médaillée d'argent de l'omnium

### Championnats panaméricains
- Lima 2021
  -  Médaillée d'or de la poursuite par équipes
- San Juan 2023
  -  Médaillée de bronze de l'américaine
  -  Médaillée de bronze de l'omnium
- Asuncion 2025
  -  Médaillée de bronze de la poursuite par équipes (avec Marcela Hernández, Camila Valbuena et Elizabeth Castaño)

### Jeux d'Amérique centrale et des Caraïbes
- San Salvador 2023
  -  Médaillée d'argent de la poursuite par équipes
  -  Médaillée d'argent de l'américaine
  -  Médaillée d'argent de l'omnium

### Jeux bolivariens
- Valledupar 2022
  -  Médaillée d'or de la poursuite par équipes
  -  Médaillée d'argent de l'omnium

### Championnats nationaux
- 2018
  -  Championne de Colombie de poursuite par équipes
  -  Championne de Colombie d'omnium
- 2019
  -  Championne de Colombie de course à l'américaine
  - 2e de l'omnium
  - 3e du scratch
- 2021
  -  Championne de Colombie de course à l'américaine
  - 2e de la poursuite
  - 2e de la poursuite par équipes
- 2023
  - 2e de la poursuite par équipes
  - 2e de l'omnium
  - 3e de la course aux points

## Palmarès sur route

### Par années
- 2017
  - 8e du championnat panaméricain sur route juniors
- 2021
  - 3e du championnat de Colombie du contre-la-montre espoirs
- 2023
  - 3e du championnat de Colombie sur route

### Classements mondiaux
| Année                                 | 2020 | 2021 | 2022  | 2023 | 2024  |
| ------------------------------------- | ---- | ---- | ----- | ---- | ----- |
| Classement UCI                        | 793e | 758e | 1050e | 436e | 1058e |
|                                       |      |      |       |      |       |
| Légende : nc = non classéSource : UCI |      |      |       |      |       |